# Ptychogena californica
Ptychogena californica är en nässeldjursart som beskrevs av Torrey 1909. Ptychogena californica ingår i släktet Ptychogena och familjen Laodiceidae. Inga underarter finns listade i Catalogue of Life.